# John H. Fulton
John Hall Fulton (* 1792 im  Augusta County, Virginia; † 28. Januar 1836 in Abingdon, Virginia) war ein US-amerikanischer Politiker. Zwischen 1833 und 1835 vertrat er den Bundesstaat Virginia im US-Repräsentantenhaus.

## Werdegang
John Fulton war der Bruder des Kongressabgeordneten Andrew S. Fulton (1800–1884). Er besuchte die öffentlichen Schulen seiner Heimat und das Hampden-Sydney College. Nach einem anschließenden Jurastudium und seiner Zulassung als Rechtsanwalt begann er in Abingdon in diesem Beruf zu arbeiten. Gleichzeitig schlug er eine politische Laufbahn ein. In den Jahren 1823 und 1824 saß er im Abgeordnetenhaus von Virginia; von 1829 bis 1831 gehörte er dem Staatssenat an. In den 1820er Jahren schloss er sich der Bewegung um den späteren Präsidenten Andrew Jackson an und wurde Mitglied der von diesem 1828 gegründeten Demokratischen Partei.
Bei den Kongresswahlen des Jahres 1832 wurde Fulton im 18. Wahlbezirk von Virginia in das US-Repräsentantenhaus in Washington, D.C. gewählt, wo er am 4. März 1833 die Nachfolge von Joseph Johnson antrat. Da er im Jahr 1834 nicht bestätigt wurde, konnte er bis zum 3. März 1835 nur eine Legislaturperiode im Kongress absolvieren. Seit dem Amtsantritt von Präsident Jackson im Jahr 1829 wurde innerhalb und außerhalb des Kongresses heftig über dessen Politik diskutiert. Dabei ging es um die umstrittene Durchsetzung des Indian Removal Act, den Konflikt mit dem Staat South Carolina, der in der Nullifikationskrise gipfelte, und die Bankenpolitik des Präsidenten.
Nach dem Ende seiner Zeit im US-Repräsentantenhaus arbeitete John Fulton an der Fortsetzung seiner politischen Laufbahn. Zum Zeitpunkt seines Todes am 28. Januar 1836 war er bereits für die anstehenden Kongresswahlen dieses Jahres nominiert worden.